# Gabriel Monod
Gabriel Monod, född den 7 mars 1844 i Le Havre, död den 10 april 1912 i Versailles, var en fransk historiker, brorson till Adolphe Monod.
Monod studerade först i Paris och inhämtade sedan under vistelse i Berlin och Göttingen den nya historiska metod, för vars införande i fransk hävdaforskning han sedan gjorde mer än någon annan. Som direktör för École des hautes études, föreläsare vid École normale supérieure samt professor vid Paris universitet och Collège de France utövade han ett genomgripande inflytande på den historiska bildningen i Frankrike. 
Bland hans vetenskapliga arbeten märks Études critiques sur tes sources de l'histoire mérovingienne (1872-1885), Bibliographie de l'histoire de France (1888), Maîtres de l'histoire: Renan, Taine, Michelet (1894), Études critiques sur les sources de l'histoire carolingienne (1898) och Jules Michelet. Études sur sa vie et ses oeuvres (1905). År 1876 uppsatte han och redigerade till sin död "Revue historique", en av sin tids främsta historiska tidskrifter.